# 北新海德帕克 (紐約州)
北新海德帕克（英語：North New Hyde Park）是位於美國紐約州拿騷縣的普查規定居民點。

## 人口
根據2020年美國人口普查的數據，北新海德帕克的面積為5.21平方千米，當中陸地面積為5.16平方千米，而水域面積為0.05平方千米。當地共有人口15657人，而人口密度為每平方千米3,005.18人。